# Edwardsiidae
Super-famille
Famille
Les Edwardsiidae sont une famille d'anémones de mer (ordre des Actiniaria) du sous-ordre des Anenthemonae, seuls représentants de la super-famille des Edwardsioidea.

## Liste des genres
Selon World Register of Marine Species (12 janvier 2023) :
- Drillactis Verrill, 1922
- Edwardsia Quatrefages, 1842
- Edwardsianthus England, 1987
- Edwardsiella Andres, 1883
- Halcampogeton Carlgren, 1937
- Isoedwardsia Carlgren, 1900
- Isoscolanthus Brandão, Gusmão & Gomes, 2019
- Milne-Edwardsia Carlgren, 1892
- Nematostella Stephenson, 1935
- Paraedwardsia Carlgren in Nordgaard, 1905
- Scolanthus Gosse, 1853
- Synhalcampella Carlgren, 1921
- Tempuractis Izumi, Ise & Yanagi, 2017
- Alfredus Schmidt, 1979
- Ammonactis Verrill, 1865
- Lecythia Sars, 1829
- Urophysalus Costa, 1869

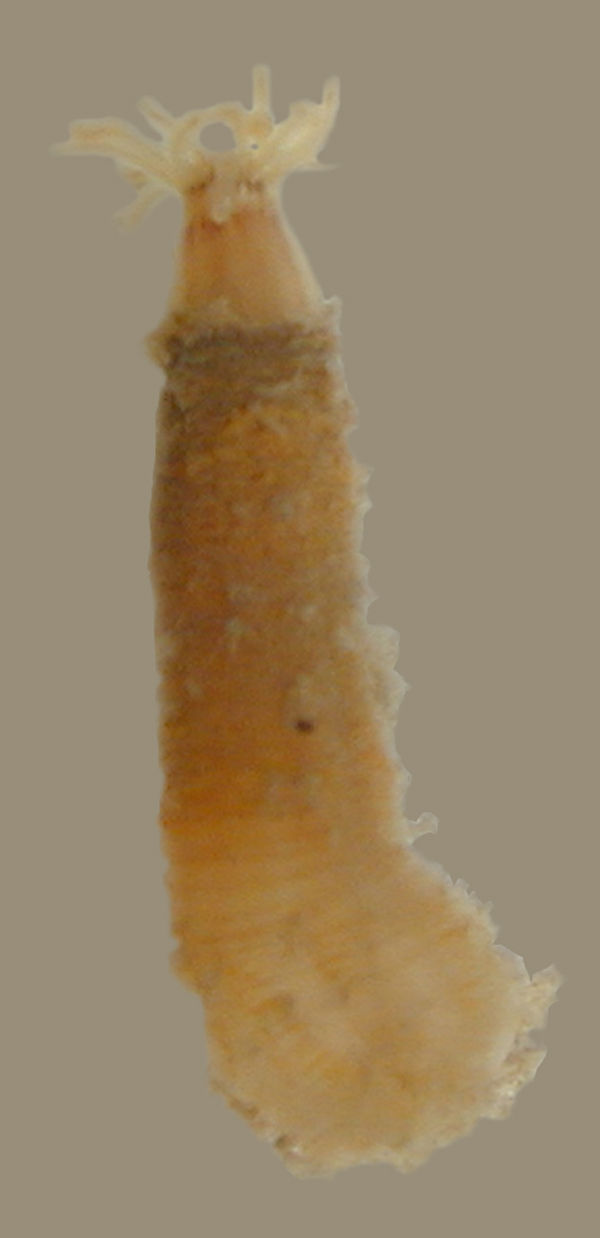
Edwardsia elegans.
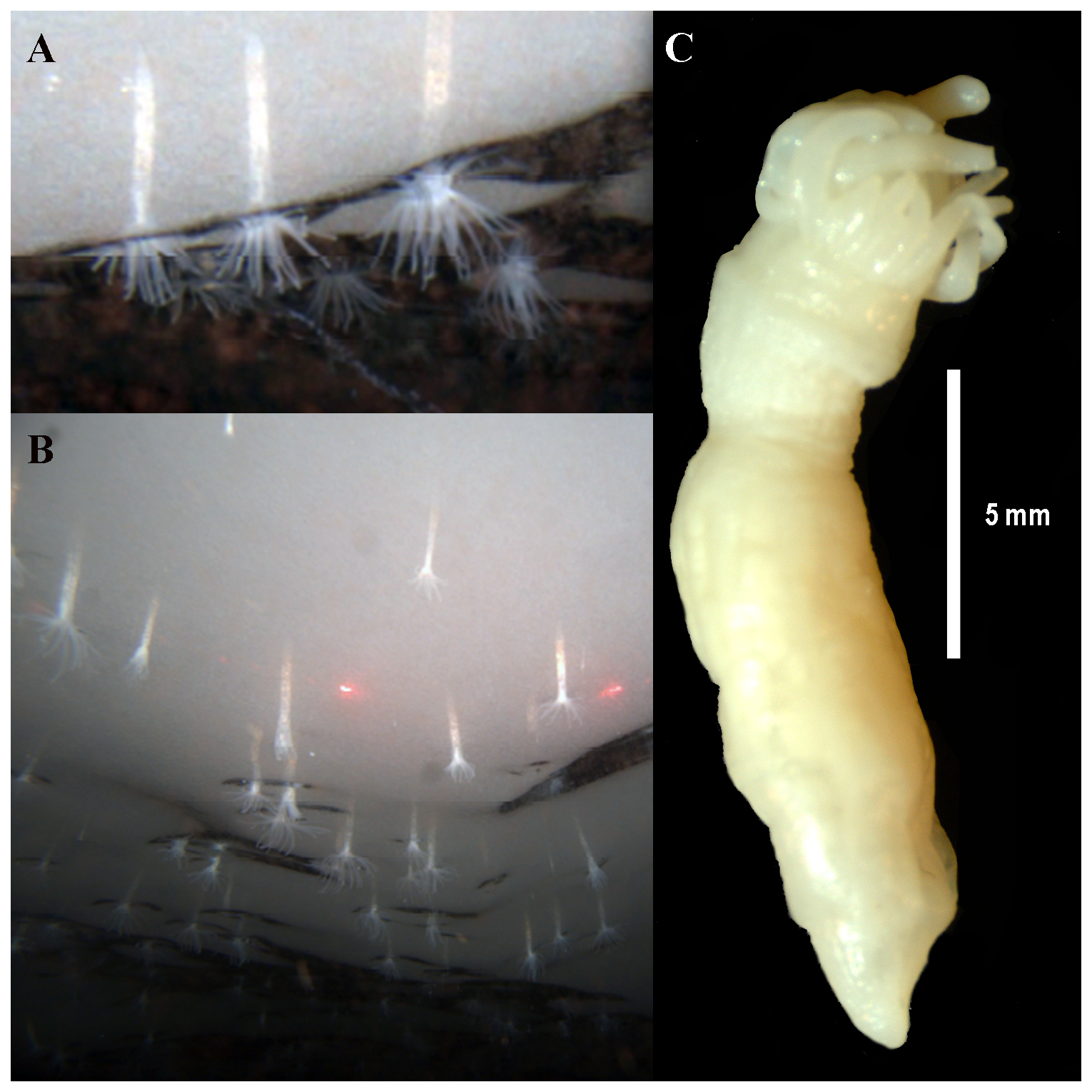
Edwardsiella andrillae.
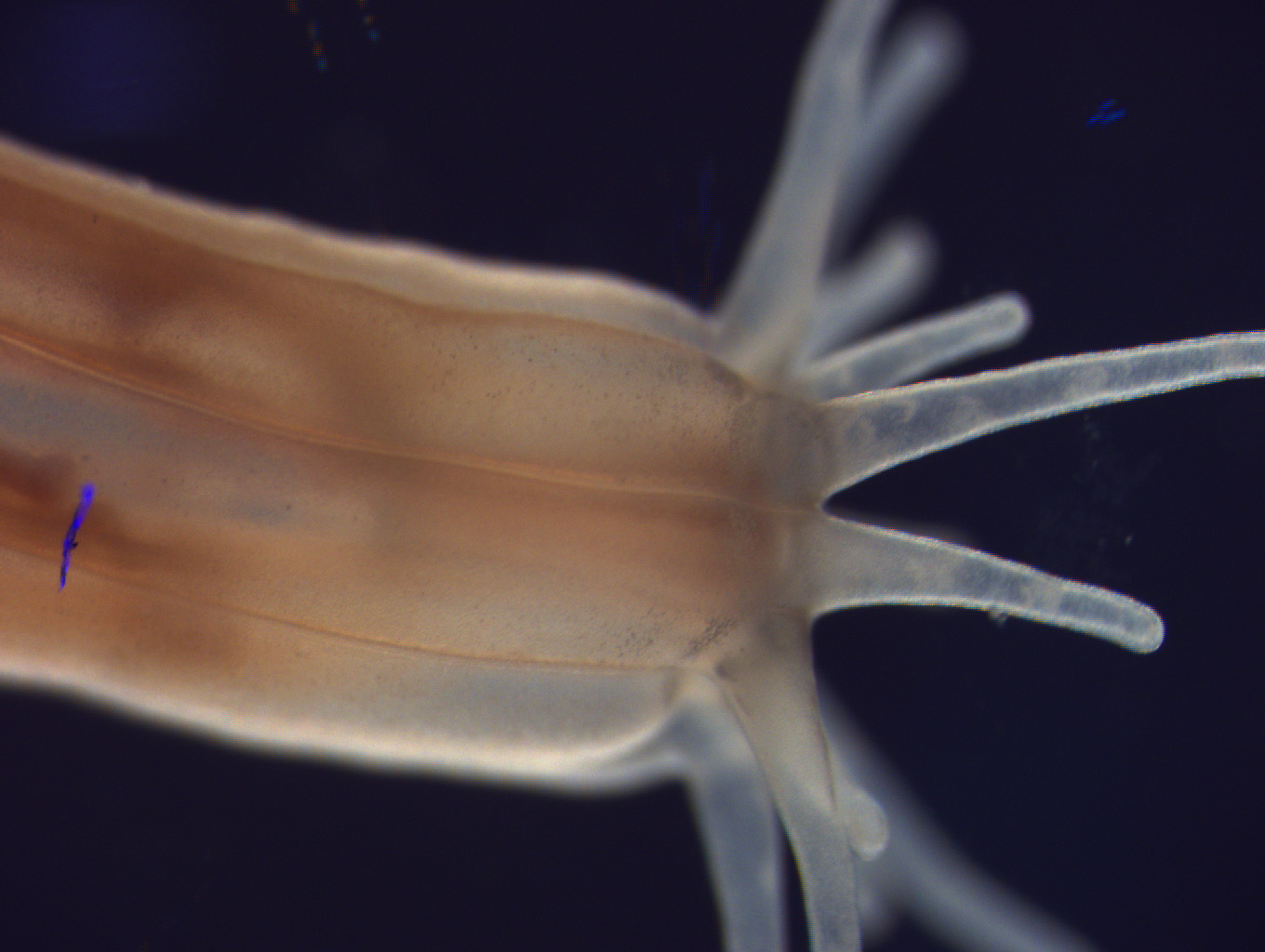
Nematostella vectensis.

## Systématique
Le nom valide complet (avec auteur) de ce taxon est Edwardsiidae Andres, 1881.

## Publication originale
- (de) Carlgren, O. (1892). Beiträge zur Kenntnis der Edwardsien. öfv. af K. Veten-kaps-Akad. Förhandl. p. 451. Stockholm.